# David Sharp (montañista)

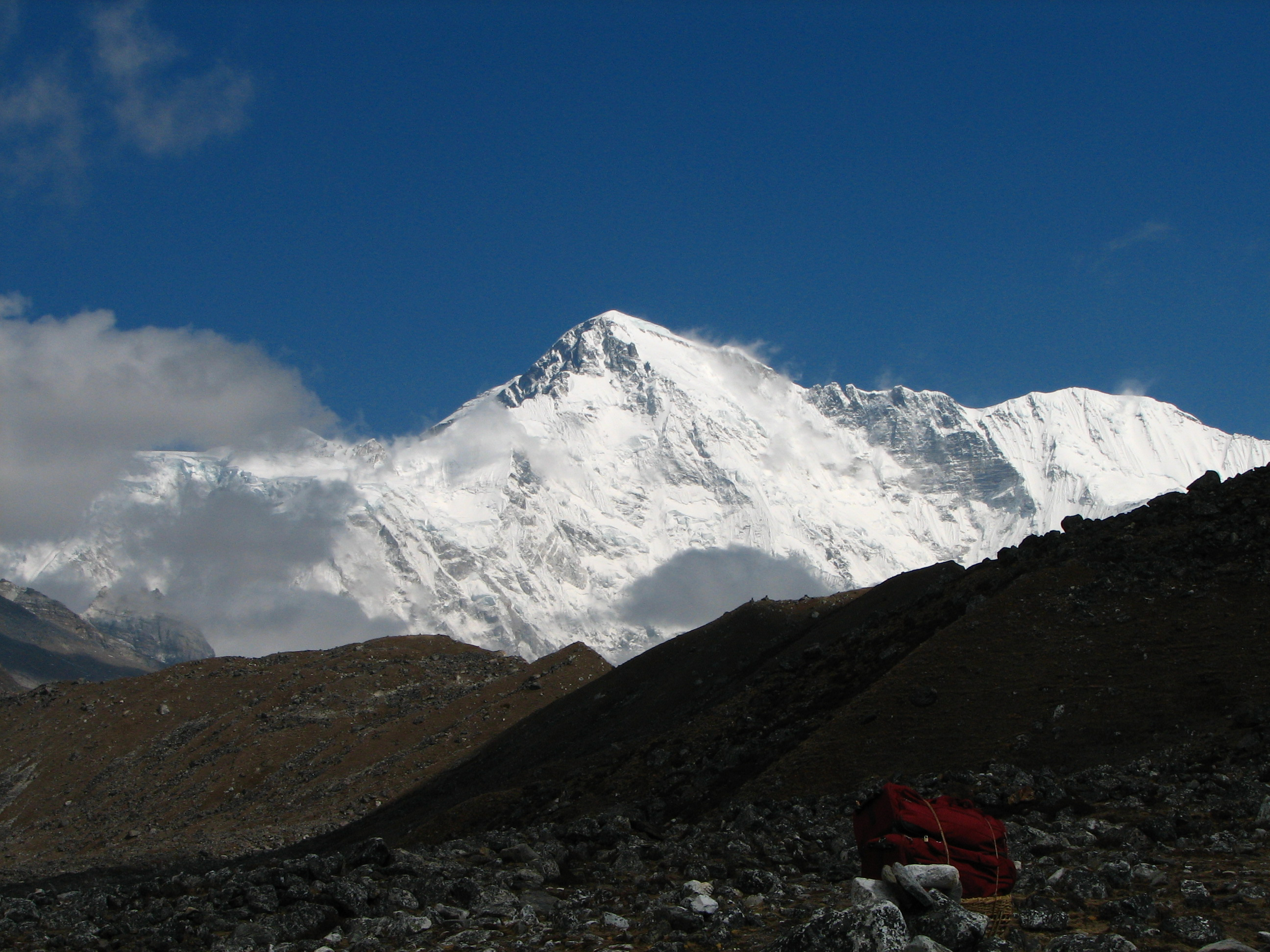
Cho Oyu (8,201 m de altura), donde Sharp viajó en una expedición en 2002

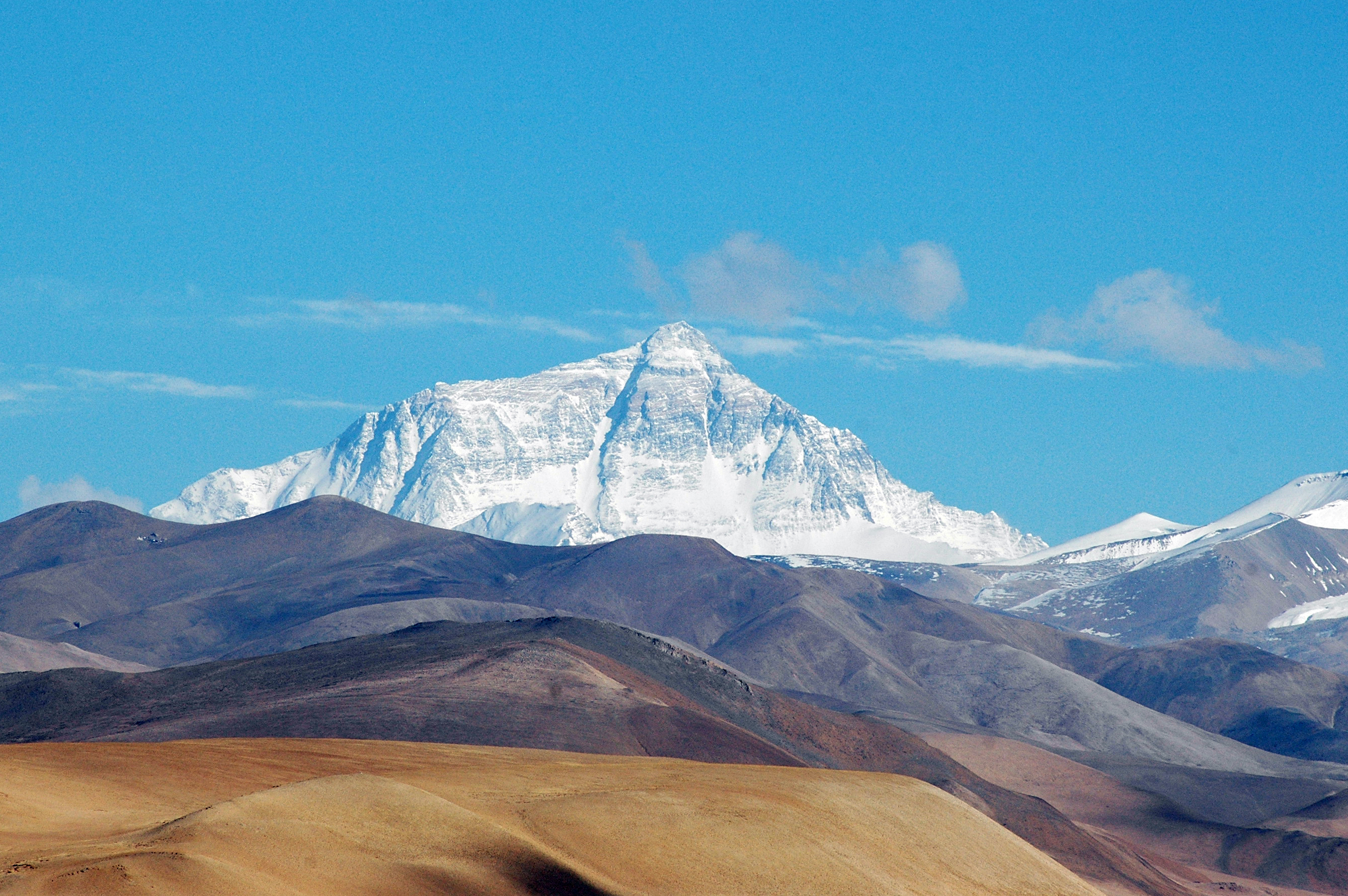
Cara Norte del Everest. Sharp realizaría tres expediciones a esta montaña, resultando muerto en el tercer intento y desencadenando controversia internacional.

David Sharp (15 de febrero de 1972 – 15 de mayo de 2006) fue un montañero inglés que murió cerca de la cumbre del monte Everest. Su muerte causó controversia y debate porque fue rebasado durante su intento en solitario y no recibió ayuda de otros escaladores que se encontraban subiendo y bajando de la cumbre mientras agonizaba en una pequeña cueva junto al cadáver de Green Boots.
Sharp había escalado con anterioridad la montaña Cho Oyu, y destacaba por ser un talentoso escalador en roca, por aclimatarse aparentemente bien, y por su buen humor en los campamentos de montañeros. Apareció brevemente en la temporada uno del programa de televisión Everest: Beyond the Limit, que se filmó la misma temporada que su malograda expedición al Everest.

## Primeros años
David Sharp nació en Harpenden (cerca de Londres) y estudió en el Colegio Prior Purgslove y en la Universidad de Nottingham. Se graduó en Ingeniería Mecánica en 1993. Trabajó para la compañía de seguridad global QuinetiQ. Renunció a su trabajo en el 2005 y tomó un curso de entrenamiento para docencia, planeando comenzar a trabajar como profesor en otoño de 2006. Sharp también era un montañero consumado y experimentado, y había escalado algunas de las montañas más altas del mundo, incluido el Cho Oyu en el Himalaya. Sharp no creía en el soporte de guías para las montañas con las que estaba familiarizado, asistencia de escalada local o apoyo artificial, como medicamentos para el mal de altura u oxígeno suplementario para alcanzar la cima de una montaña alta.

## Expediciones y cumbres

### Antecedentes
Mientras se criaba en Inglaterra, Sharp escaló los 304 m del Roseberry Topping. En su época de universitario, fue parte del Club de Montañismo.
En mayo del 2002 hizo cumbre en el Cho Oyu, junto con Jamie McGuinness y Tsering Pande Bhote. El líder a la expedición del Cho Oyu estuvo muy impresionado con la resistencia de Sharp, sus habilidades de aclimatación, y su talento para escalar en roca, así que lo invitó a unirse a una expedición al monte Everest para el año siguiente.

### Expedición del 2001 al Gasherbrum II
En el 2001 David Sharp fue con una expedición al Gasherbrum II, una montaña de 8035 m en el Karakórum, en la frontera entre la provincia de Gilgit-Baltistán en Pakistán, y Sinkiang, China. La expedición fue liderada por Henry Todd y no hicieron cumbre debido al mal clima.

### Expedición del 2002 al Cho Oyu
En el 2002, Sharp fue con una expedición al Cho Oyu de 8201 m en el Himalaya, con un grupo liderado por Richard Dougan y Jamie McGuinness, del Proyecto Himalaya. Alcanzaron la cumbre pero un miembro falleció al caer en una grieta, esto abrió un lugar en el grupo para el viaje al Everest del siguiente año.

### Expedición del 2003 al Everest
La primera expedición de Sharp al Everest fue en el año 2003, con un grupo liderado por el escalador británico Richard Dougan. En el equipo se encontraban Terence Bannon, Martin Duggan, Stephen Synnot y Jamie McGuinness; solo Terence y Jamie habían alcanzado la cumbre sin fallecimientos en el equipo. Dougan señaló que Sharp se había aclimatado bien y que era el miembro más fuerte del equipo. Además, Sharp destacó por ser una persona afable en el campamento, y por su talento para escalar en roca. Sin embargo, cuando Sharp comenzó a mostrar síntomas de congelamiento durante la ascensión del grupo, decidieron dar vuelta atrás en su intento por hacer cumbre.
Dougan y Sharp asistieron a un escalador español en problemas que se dirigía a la cima al mismo tiempo que ellos y lo apoyaron con un poco de oxígeno suplementario. Sharp perdió varios dedos de los pies debido a congelamiento en esta expedición.

### Expedición del 2004 al Everest
En 2004, Sharp se unió a una expedición franco-austríaca en la cara Norte del Everest, donde escaló hasta los 8500 metros, pero no hizo cumbre. No pudo continuar con los demás y se detuvo antes de llegar al Primer Escalón. El líder de la expedición fue Hugues d’Aubarede, un escalador francés que falleció en el 2008 por una caída en el K2 durante su tercer intento por escalar dicha montaña; su expedición al Everest del 2004 fue exitosa y se convirtió en el 56.º francés en alcanzar la cima del monte Everest. El equipo franco-austriaco hizo cumbre la mañana del 17 de mayo del 2004. Ese día, los austriacos Marcus Noichl, Paul Koller, Fredrichs "Fritz" Klausner y Hugues Jean-Louis Marie D'Aubarede de Francia, alcanzaron la cumbre del Everest junto con varios sherpas nepalíes, incluidos Chang Dawa, Lhakpa Gyalzen, y Ang Babu (también conocido como Jimba Zangbu).
D'Aubarede comentó que Sharp estaba en desacuerdo con él sobre escalar en solitario y en usar oxígeno suplementario. Esto quedó confirmado en correos electrónicos de Sharp enviados a otros escaladores a los que afirmaba no creer en el uso de oxígeno extra. Finalmente, subió con los otros cuatro escaladores, así que aparentemente se arrepintió en ese punto de desacuerdo, pero solo por esa ocasión, hasta el momento de su regreso en el 2006 para su intento en solitario. Como resultado en la expedición de 2004, sufrió congelamiento en los dedos de las manos.

### Expedición del 2006 al Everest
Dos años después, durante la temporada de ascenso de 2006, Sharp regresó al Everest por tercera ocasión en un intento por alcanzar la cumbre en una ascensión en solitario organizada por Asian Trekking. Sin embargo, este intento le costaría la vida el 15 de mayo. Sharp se encontraba escalando en solitario, y tenía la intención de alcanzar la cima sin usar oxígeno suplementario. Aparentemente, Sharp no consideraba un reto escalar el Everest usando oxígeno suplementario. Escalaba con un paquete básico de servicios de Asian Trekking que le costó cerca de $7000 USD, que no ofrecía soporte después de haber alcanzado cierta altura, o que un sherpa subiera con él como compañero, a pesar de que esta opción estaba disponible por una tarifa adicional. Se agrupó con otros 13 escaladores independientes, entre ellos Vítor Negrete, Thomas Weber e Igor Plyushkin, quienes también murieron intentando hacer cumbre ese año, con la Expedición Internacional del Everest. Este paquete solo proveía un permiso, el viaje al Tíbet, equipo de oxígeno y su transporte, alimentos, y tiendas para acampar hasta el campamento base del monte Everest, a una altura aproximada de 6340 m. El grupo de Sharp no era realmente una «expedición», y no había un líder, aunque se considera una buena ética de escalada que los miembros del grupo hagan un esfuerzo por mantenerse al tanto uno del otro.
Antes de que Sharp reservara su viaje con Asian Trekking, su amigo Jamie McGuinness, escalador y guía experimentado, lo invitó a unirse a su expedición por solo $1000 USD más de lo que Sharp pagó a Asian Trekking. Normalmente la tarifa de una expedición de McGuinness oscilaba entre los $20 000 y $30 000 USD, y a Sharp se le habría ofrecido un descuento de más de $10 000 USD. Sharp lo reconoció como un buen trato, pero este trato lo obligaba a trabajar en grupo y no le permitía hacer cosas de manera independiente y escalar a su propio ritmo, así que declinó la oferta. Críticamente, Sharp optó por escalar en solitario sin un sherpa escalador, sin suficiente oxígeno suplementario (según informes, solo cargó dos botellas, lo que es apenas suficiente para 8 o 10 horas de escalada a gran altura), e incluso sin un radio para pedir ayuda si enfrentaba problemas.
Sharp llegó en un vehículo al campamento base, y su equipaje fue transportado al campamento por una caravana de yaks como parte del paquete de «servicios básicos» de Asian Trekking, donde permaneció cinco días para aclimatarse a la altura. Comenzó entonces a realizar varios viajes subiendo y bajando la montaña para establecer y abastecer sus campamentos superiores y aclimatarse aún más. Probablemente partió de un campamento en lo alto de la montaña por debajo de la arista Noreste para intentar hacer cumbre durante la noche del 13 de mayo y, según informes, solo tenía un suministro muy limitado de oxígeno suplementario que planeaba usar solo si se plantease una emergencia. Sharp llegó a la cumbre o regresó cerca de ella para descender muy tarde el día 14 de mayo, y se vio obligado a hacer un vivac durante su descenso en la oscuridad a aproximadamente 8500 m debajo de una cornisa de roca conocida como la cueva de Green Boots. Ahí, fue superado por los elementos sin oxígeno suplementario restante y combinado posiblemente con problemas con su equipo, en una de las noches más frías de la temporada.
La situación de Sharp no se supo de inmediato por varias razones: no estaba escalando con una expedición que le diera seguimiento a la ubicación de los escaladores; no le comentó a nadie de antemano de su intento por hacer cumbre (aunque otros escaladores lo vieron mientras ascendía); no contaba con un radio o teléfono satelital para hacerle saber a alguien dónde estaba o si tenía problemas; y otros dos escaladores menos experimentados de su grupo también estaban desaparecidos al mismo tiempo. Uno de estos dos escaladores era el malasio Ravi Chandran, quien finalmente fue encontrado y requirió atención médica después de sufrir congelamiento.
Algunos miembros del grupo de escaladores con los que estaba Sharp, incluido George Dijmarescu, descubrieron que Sharp se encontraba desaparecido cuando no regresó la noche del 15 de mayo, y de que no había reportes de que alguien lo hubiera visto. Sin embargo, no se sabía dónde pudiera estar. Sharp era un escalador experimentado que anteriormente había dado vuelta atrás intentando hacer cumbre al haber empezado a tener problemas, y se pensaba que quizás habría usado alguna tienda desocupada en uno de los campamentos altos o había decidido hacer vivac en algún punto alto del Everest, así que el hecho de no llegar al campamento no causó mayor preocupación.
Sharp pudo haber decidido hacer vivac o solo descansar en la cueva de Green Boots debido al intenso frío y el cansancio, combinado con problemas con su equipo y sin oxígeno suplementario. Probablemente también sufría algún grado de mal de montaña debido a la falta de oxígeno. No le fue posible ponerse en pie y continuar su descenso, incluso con la ayuda de otros escaladores y de oxígeno suplementario la mañana del 15 de mayo, y en consecuencia murió en la cueva de Green Boots.

## Ascenso fatal
Escalando en solitario y sin oxígeno, Sharp hizo un intento por alcanzar la cumbre durante el atardecer el 14 de mayo, y suponiendo que hubiera alcanzado la cumbre, descender durante una de las noches más frías del año.
Sharp no iba acompañado por sherpas o algún guía para su intento a la cumbre. Tampoco llevaba radio para contactar a la compañía Asian Trekking, principalmente porque la compañía carecía de la capacidad para llevar a cabo cualquier operación de rescate. A la semana siguiente, otros tres escaladores de Asian Trekking fallecieron de igual forma durante sus intentos de hacer cumbre: Vitor Negrete (brasileño), Igor Pliushkin (ruso) y Thomas Weber (alemán). Dos sherpas de Asian Trekking murieron también al inicio de la temporada en la cascada de hielo de Khumbu.

## La cueva de Green Boots
Un testigo, el escalador neozelandés, Mark Inglis, reveló en una entrevista el 23 de mayo de 2006 que asumió que Sharp había muerto y que lo habían pasado al menos 40 escaladores en camino a la cumbre, sin que alguno intentara rescatarlo. Sharp murió debajo de una cornisa de piedra conocida como la "cueva de Green Boots", sentado con los brazos cruzados alrededor de sus piernas, justo a la derecha de un cadáver con botas verdes, que comúnmente se cree pertenece al escalador indio Tsewang Paljor, quien muriera 10 años antes en ese mismo lugar en 1996, bajo circunstancias similares y cuyo cuerpo permaneció en la montaña como un punto de referencia. La pendiente se encuentra localizada sobre el camino principal de ascenso, aproximadamente a 450 m por debajo de la cumbre y a 250 m por encima del campamento IV. Sin embargo, el cuerpo de Paljor desapareció en 2014, posiblemente retirado por montañeros chinos.

## Ayuda
El equipo de Inglis pasó a Sharp durante su ascenso cerca de la 1:00 a. m. y, notaron que aún respiraba, pero debido a la dificultad de llevar a cabo un rescate nocturno, continuaron hacia la cumbre. Mark Whetu, antes de continuar, le dio instrucciones a Sharp para seguir el camino de los faros de vuelta al campamento IV. Muchos otros escaladores pasaron a Sharp sin ofrecerle ayuda alguna. El guía del Everest, Jamie McGuinness, informó que al alcanzar a David Sharp durante el descenso unas nueve horas después, "... Dawa, de Arun Treks le dio también oxígeno a David, y trató de ayudarle a moverse. Pero no consiguió poner en pie a David o siquiera apoyarlo sobre sus hombros. Dawa tuvo que dejarlo. Incluso con dos sherpas, no iba a ser posible bajar a David a través de las difíciles secciones de camino al campamento base."

## Puntos de vista
Inglis comentó que Sharp iba mal preparado, carecía de guantes apropiados y oxígeno, y ya estaba condenado al momento en que ellos ascendieron. "Yo... llamé por radio, y Russ [Russell Brice, gerente de la expedición] dijo, 'Amigo, no puedes hacer nada. Ha estado ahí por x número de horas sin oxígeno. Ya está muerto. El problema es que a 8500 m es extremadamente difícil mantenerte tú mismo con vida, mucho menos mantener a alguien más vivo’". Las declaraciones de Inglis sugieren que creía que Sharp estaba más allá de la ayuda y más cerca de la muerte al momento en que el equipo de Inglis lo pasó. Sin embargo, Brice negó la afirmación de haber recibido llamada alguna por radio sobre el escalador varado, sino hasta que fue notificado unas nueve horas más tarde por el primer escalador libanés del monte Everest, Maxime Chaya, quien no vio a Sharp en la oscuridad durante el ascenso. Sharp no tenía guantes y ya sufría una congelación severa para ese momento.
El guía principal del equipo de Inglis dijo que su responsabilidad como jefe era solo para con los miembros de su equipo y, que gran parte de la culpa se debía al propio equipo de escalada de Sharp. Se hicieron grandes esfuerzos para ayudar al hombre moribundo de camino abajo, más allá de los que recibió durante el ascenso. Por contraste, unos días después, el 26 de mayo, el escalador australiano Lincoln Hall fue hallado con vida después de haber sido declarado muerto un día antes. Fue encontrado por un equipo de cuatro escaladores (Dan Mazur, Andrew Brash, Myles Osborne y el sherpa Jangbu) quienes, renunciando a su propio intento de cumbre, se quedaron con Hall y descendieron con él y un grupo de 11 sherpas enviados para llevarlo abajo. Hall se recuperó por completo después.

## Crítica
Sir Edmund Hillary criticó severamente la decisión de no rescatar a Sharp, diciendo que abandonar a otros escaladores a morir era inaceptable, y que el deseo de llegar a la cumbre se había vuelto sumamente importante. También dijo: "Creo que toda la actitud hacia escalar el Everest se ha convertido en algo horrible. La gente solo quiere llegar a la cima. Estuvo mal que si había un hombre sufriendo problemas de altitud y acurrucándose debajo de una roca, pasaran levantando el sombrero, dieran los buenos días y continuaran el camino". También le dijo al New Zealand Herald que estaba horrorizado con la actitud insensible de los escaladores actuales: "Les importa un demonio cualquier persona que pueda estar en peligro, y no me sorprende en absoluto que abandonasen a alguien que yace bajo una roca a morir", y que "creo que su prioridad era llegar a la cima, y que el bienestar de uno de los...  de un miembro de una expedición es algo secundario". Hillary también tachó a Mark Inglis de "loco".
Sin embargo, Linda Sharp, la madre de David, no culpaba a los otros escaladores. Ella le dijo al Sunday Times que "David fue visto en un refugio. La gente lo vio, pero pensaron que estaba muerto. Uno de los sherpas de Russell [Brice] lo revisó y vio que aún estaba vivo. Trató de darle oxígeno, pero era demasiado tarde. Tu responsabilidad es salvarte a ti mismo – no intentar salvar a nadie más."

## Comentarios
En julio de 2016, Inglis se retractó en su afirmación de haber recibido órdenes de continuar con su ascenso tras informar a Brice sobre un escalador en peligro, culpando a las condiciones extremas a semejante altura de la imprecisión en su memoria. El documental Everest: Beyond the Limit, de Discovery Channel, expuso videos que mostraban que Sharp solo fue localizado por el equipo de Inglis durante su descenso. Todos los miembros del equipo de Inglis aún confirman que sí lo descubrieron durante el ascenso, pero no que Brice tuviera contacto con Sharp durante el ascenso. Para el momento en que el grupo de Inglis lo alcanzó durante el descenso y contactó a Brice, ya iban con poco oxígeno, muy fatigados y algunos con casos graves de congelación, haciendo de cualquier rescate algo muy difícil.
En el documental Dying For Everest (20 de abril del 2009), Mark Inglis ahora argumenta: "En mi mente, yo me comuniqué por radio. Obtuve como respuesta continuar y que no había nada que pudiera hacer para ayudar. Ahora no estoy seguro si fue Russell (Brice) o alguien más, o si, tú sabes... fue sólo la hipoxia y... solo estaba en mi mente”. Brice recibió muchos mensajes por radio esa noche (muchos de los cuales fueron escuchados por otras personas) y se llevó un registro completo de todos. No hay evidencia de alguna llamada de Mark Inglis.

## Cronografía de los eventos en el Everest, 2006

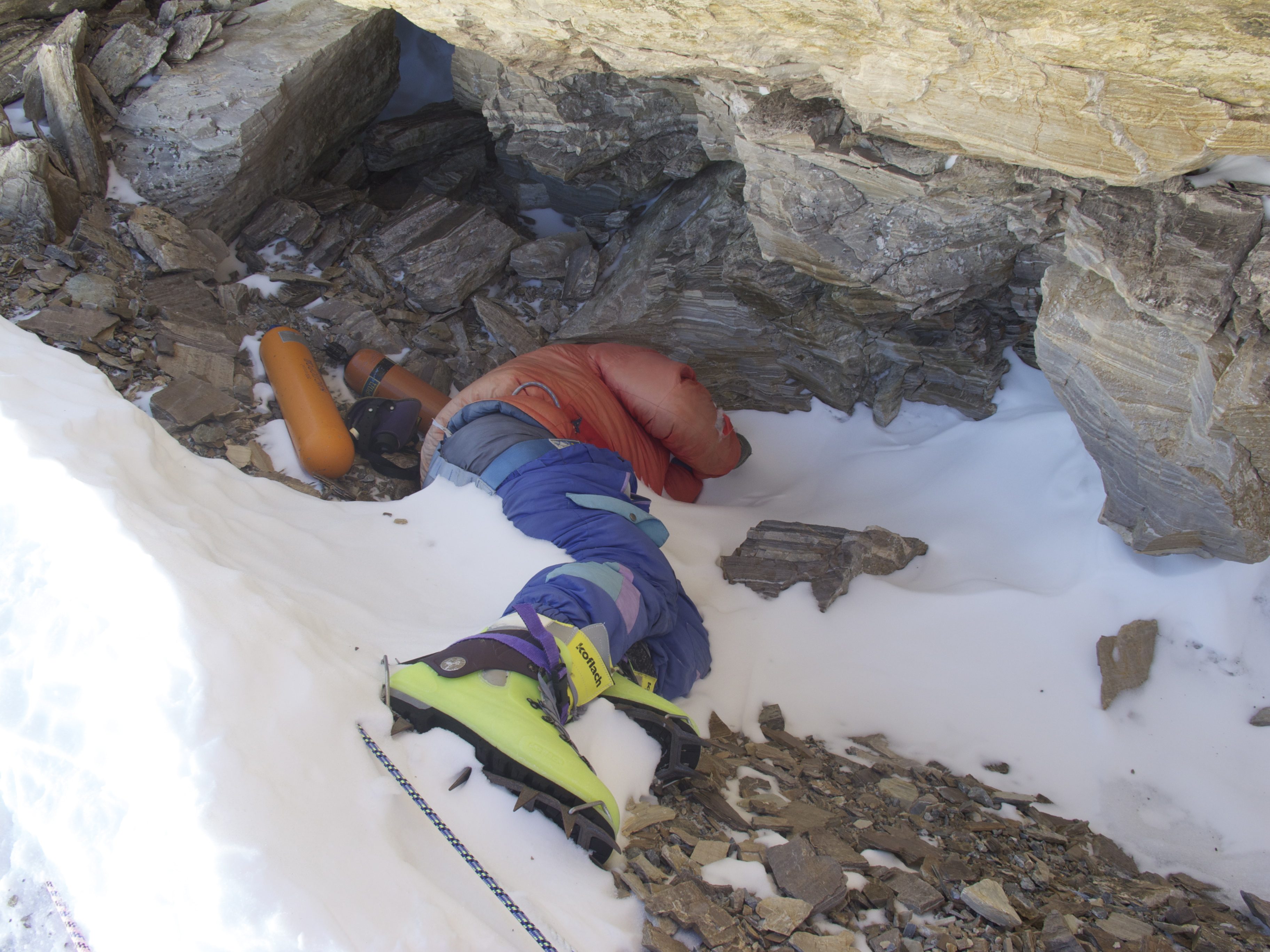
La famosa Cueva de Green Boots y el cadáver de Green Boots, donde Sharp murió también.

Entre 2003 y 2004 Sharp viajó al Monte Everest, pero no consiguió hacer cumbre.
- 11 de mayo: Llega al campamento I del Monte Everest, en el collado Norte.[28]
- 14 de mayo: Sharp hace un intento de hacer cumbre y se cree que lo consigue.[29]
- 15 de mayo: Es visto en la cueva de Green Boots sufriendo de hipoxia.[29]
- 16 de mayo: David Sharp es grabado agonizando a una altitud de 8500 metros.[30]

Esa temporada fallecieron 11 personas en el Everest y una más en el Lhotse, incluyendo a 8 en la ruta de la cara Norte.

## Destino del cuerpo
De acuerdo con la BBC, el cuerpo de Sharp fue retirado de la cueva en 2007.

## Lecturas recomendadas
- Dr. Morandeira: “Could David Sharp have been saved? Definitely”, incluye una cronología del incidente – mounteverest.net
- Everest 2006: "My name is David Sharp and I am with Asian Trekking" – everestnews.com